# L'Absence
L'Absence es una película del año 2009.

## Sinopsis
Después de realizar brillantes estudios en Francia y de una prolongada ausencia de quince años, Adama, un joven politécnico, regresa precipitadamente a Senegal, su país, cuando recibe un telegrama avisándole de que su abuela está muy mal. Su breve estancia hará resurgir un drama familiar que parecía olvidado.

## Premios
- Fespaco 2009